# Ralph Flanders
Ralph Edward Flanders (28 septembre 1880 - 19 février 1970) est un ingénieur mécanicien, industriel et homme politique américain qui sert comme sénateur républicain des États-Unis pour l'État du Vermont. Il grandit dans des fermes de subsistance dans le Vermont et en Rhode Island et il est apprenti machiniste et dessinateur avant de se former en tant qu'ingénieur mécanicien. Il passe cinq ans à New York où il travaille comme rédacteur pour un magazine sur les outils-machine. Après être revenu dans le Vermont, il gère puis devient président d'une entreprise d'outils-machine prospère. Flanders utilise son expérience d'industriel pour conseiller des commissions étatiques et nationales dans le Vermont, en Nouvelle-Angleterre et à Washington, D.C sur la politique industrielle et économique.
Flanders se distingue en introduisant en 1954 une motion au Sénat pour censurer le sénateur Joseph McCarthy. McCarthy avance des affirmations sensationnelles selon lesquelles il existe un grand nombre de communistes et d’espions et sympathisants soviétiques à l'intérieur du gouvernement fédéral et ailleurs. Il utilise sa commission sénatoriale comme forum télévisé national pour attaquer des individus qu'il accuse. Flanders estime que les attaques de McCarthy distraient la nation d'une menace beaucoup plus grande, celle des succès communistes ailleurs dans le monde, et qu'elles créent division et confusion au sein des États-Unis au profit de leurs ennemis. Finalement, les tactiques de McCarthy et son incapacité à étayer ses affirmations conduisent à sa discréditation et à sa censure par le Sénat des États-Unis.

## Jeunesse et éducation
Flanders naît à Barnet (Vermont) le 28 septembre 1880, et il est l'aîné des neuf enfants d'Albert W. Flanders et de Mary (Gilfillan) Flanders. Quand Flanders a six ans, sa famille déménage à Lincoln (Rhode Island) où son père cultive la terre tout en supervisant la fabrication et la vente à Pawtucket d'un porte-livre qu'il conçoit. Flanders fréquente l'école à Providence, Rhode Island et à Central Falls (Rhode Island) et il est diplômé en 1896 du Central Falls High School.

## Carrière
Dans ses premières années en tant que machiniste et dessinateur, il passe ses vacances à parcourir en bicyclette des routes de campagne entre le Rhode Island, le Vermont et le New Hampshire. Plus tard, il vit un temps à New York City où il édite un magazine sur les machines-outils, mais après cinq ans il décide de retourner dans le Vermont.
La carrière de Flanders commence par un apprentissage, progresse vers l'ingénierie, le journalisme, la gestion, le conseil en politique, la banque, la finance et enfin la politique lorsqu'il est élu sénateur des États-Unis pour le Vermont.

### Apprentissage et poursuite des études
Pendant sa scolarité dans le Rhode Island, Flanders reçoit une solide formation en mathématiques, littérature, latin et grec classique. De plus, il acquiert une connaissance pratique de l'allemand et du français. Selon le sénateur John Sparkman, lorsque Flanders siège au Sénat, Sparkman et lui conversent en latin pendant les réunions de commission.
Ne pouvant se permettre les frais universitaires après son diplôme d'études secondaires, en 1896 le père de Flanders lui achète un apprentissage de deux ans à la Brown & Sharpe Manufacturing Company, un leader dans la fabrication de machines-outils. En plus d'apprendre l'usinage et le dessin pendant son apprentissage, Flanders complète sa formation par des cours aux International Correspondence Schools et à la Rhode Island School of Design,. Après son apprentissage, il travaille pour diverses entreprises d'outils-machine en Nouvelle-Angleterre. Malgré l'absence d'une formation universitaire formelle, il devient un érudit autodidacte, lisant abondamment sur la science, l'ingénierie et les arts libéraux.

### Journalisme technique
Flanders commence à écrire tôt dans sa carrière et ses articles publiés sur la technologie des outils-machine lui valent un poste de rédacteur pour le magazine Machine à New York City. Ce poste, qu'il occupe entre 1905 et 1910, l'oblige à couvrir les évolutions de l'industrie des outils-machine. Il voyage largement pour visiter les entreprises dont il écrit, ce qui lui fournit de précieux contacts avec les dirigeants de l'industrie. En tant que rédacteur, il rédige des articles sur les systèmes d'engrenages, la machinerie de découpe des engrenages, les hob et la fabrication de boîtes de conserve ainsi que sur l'automobile, y compris la série de référence de Machine sur le sujet,.
En 1909, alors qu'il travaille de longues heures sur son ouvrage définitif sur la machinerie de découpe des engrenages, son énergie faiblit et il subit une « dépression nerveuse ». Il prend du temps pour se rétablir et en 1910 il accepte une offre pour travailler dans une entreprise d'outils-machine dans le Vermont. Il continue d'écrire sur des sujets techniques et autres tout au long de sa vie et développe une philosophie large sur le rôle de l'industrie dans la société,. En 1938, il reçoit la Médaille Worcester Reed Warner en reconnaissance de son écriture technique.

### Ingénierie

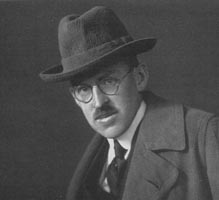
Ralph Flanders vers 1916.

La première grande expérience de Flanders en conception de machines survient lorsqu'il aide un entrepreneur à Nashua (New Hampshire) à développer une machine à plier des boîtes. Ensuite, il travaille comme dessinateur pour General Electric à Lynn (Massachusetts) jusqu'en 1905, lorsqu'il déménage à New York pour travailler pour Machine.
En 1910, il s'installe à Springfield (Vermont) pour travailler comme ingénieur mécanicien pour la Fellows Gear Shaper Company. Il est déjà en bons termes avec James Hartness, le président de la Jones & Lamson Machine Company (J&L), une autre entreprise de la ville. En 1911, Flanders épouse la fille de Hartness, Helen. Peu après, Hartness nomme Flanders gestionnaire du département chez J&L qui fabrique le tour automatique Fay. Flanders redessine ce tour pour obtenir une productivité et une précision supérieures. Il devient directeur en 1912 et président de la société en 1933 après la retraite de Hartness,. En tant que président de J&L, Flanders met en place une chaîne de production continue pour fabriquer le tour à tourelle Hartness au lieu de construire chaque machine individuellement, tentant ainsi d'apporter certaines efficacités de la production de masse à la fabrication d'outils-machine. En 1923, il attribue et dépose plus de vingt brevets à J&L.
Flanders et son frère Ernest jouent un rôle essentiel dans le développement des machines de rectification de filetages de vis qui intègrent des avancées dans la technologie des filetages (favorisées par le comparateur optique de Hartness) et les calculs d'ingénierie de Flanders pour la machinerie de découpe des engrenages. En 1942, les deux frères reçoivent la Médaille Edward Longstreth de l'institut Franklin en reconnaissance de ce progrès, qui améliore la fabrication précise des vis découpées à l'emporte-pièce dans les métaux tendres et résout le problème de la rectification des filetages sur des pièces durcies,. Le prix reconnaît également leur développement d'une machine de rectification de précision qui permet la production rapide d'aubes de turbines au début de l'ère des avions à réaction, ce qui permet à des entreprises, y compris General Electric, de fabriquer des moteurs à réaction beaucoup plus rapidement qu'auparavant.

### Sociétés professionnelles
Flanders devient président de l'Association nationale des constructeurs d'outils-machine en 1923. Il siège comme président de la American Society of Mechanical Engineers (ASME) de 1934 à 1936. Il est vice-président du Conseil américain d'ingénierie en 1937. Tout au long des années 1930, Flanders siège comme président du Comité des filetages de vis de l'American Standards Association. En 1944, l'ASME lui attribue la Hoover Medal pour son « service public dans le domaine des efforts sociaux, civils et humanitaires ». L'Institution britannique des ingénieurs mécaniciens lui accorde le statut de membre honoraire.

### Vie publique
En 1917, Flanders siège dans la Section des outils-machine du War Industries Board.
Pendant la Grande Dépression, Flanders commence à écrire sur la politique sociale. Sa principale préoccupation est le développement humain à l'ère technologique. Il prône l'emploi d'une orientation spirituelle avec un « programme de valeurs humaines » pour atteindre une vie bonne. Néanmoins, son objectif sous-jacent est d'atteindre « le plein emploi »,. Ainsi, il se fonde sur des principes économiques, tels qu'ils sont compris et débattus à cette époque.
En 1933, le Secrétaire au Commerce de Franklin D. Roosevelt, Daniel Roper, nomme Flanders au Conseil consultatif des affaires, créé pour fournir des avis à l'administration sur les questions affectant les entreprises. Le Conseil nomme ensuite Flanders président du Comité sur le chômage. Ce comité recommande d'aborder le problème à la fois de manière géographique et par industrie. Flanders rapporte cependant que lorsque le comité formule ses recommandations, le Président Roosevelt est préoccupé par le renforcement de la Cour suprême et choisit finalement la taxe sur les bénéfices non distribués, un choix que Flanders estime décourage l'investissement en capital.
En 1933, le National Industrial Recovery Act crée la National Recovery Administration (NRA). La NRA permet aux industries d'élaborer des « codes de concurrence loyale », destinés à réduire la concurrence destructrice et à aider les travailleurs en fixant des salaires minimums et des heures hebdomadaires maximales. Flanders est nommé au conseil consultatif industriel de la NRA. Lors d'un discours devant une conférence en 1934 des membres de l'autorité des codes, à laquelle assiste le Président Franklin D. Roosevelt, Flanders s'oppose à une proposition de l'administration Roosevelt exigeant que les entreprises réduisent de 10 % les heures de travail et augmentent de 10 % les salaires afin de répartir plus largement l'emploi. Finalement, la politique économique s'éloigne du système des codes.
En 1937, le gouverneur du Vermont George Aiken nomme Flanders à deux commissions : d'abord, le Comité spécial d'investigation sur le lait pour étudier les moyens de moderniser l'élevage laitier dans le Vermont ; puis, la Commission de contrôle des inondations, qui choisit Flanders comme président. Cette commission doit négocier avec d'autres États de Nouvelle-Angleterre un moyen de partager les coûts dans un système de barrages de contrôle des inondations, dans le cadre de la reprise à la suite des inondations massives du Vermont (en) de 1927 et en vue de prévenir une réapparition.
En 1940, le New England Council élit Flanders président. Les gouverneurs des États de Nouvelle-Angleterre avaient créé ce conseil pour étudier l'industrie et le commerce dans leurs États. Le rôle de Flanders accroît sa connaissance des ressources humaines et commerciales en Nouvelle-Angleterre. Il tente également d'alerter ses pairs sur la perspective d'une implication des États-Unis dans la Seconde Guerre mondiale.
En 1942, Flanders s'engage dans le Comité pour le développement économique (CED), une branche du Conseil consultatif des affaires, dont le but est d'aider à réaligner la nation vers une économie de paix après la guerre. Flanders rapporte avoir contribué à façonner les recommandations du CED au Congrès concernant les rôles de la Banque mondiale et du Fonds monétaire international.

### Banque et investissement
À partir des années 1930, Flanders siège aux conseils d'administration de la Boston and Maine Railroad, de la Federal Reserve Bank of Boston (1941–44),, Boston and Maine Railroad, National Life Insurance Company, Massachusetts Institute of Technology et Norwich University.
En 1944, il est élu pour un mandat de deux ans comme président de la Federal Reserve Bank of Boston à Boston, Massachusetts,. Durant cette période, la banque contribue à établir l'Boston Port Authority pour revitaliser la capacité de la Nouvelle-Angleterre à envoyer et recevoir des marchandises par cargo.
En 1946, Georges Doriot, Flanders, Karl Compton et d'autres organisent American Research & Development (AR&D). Il s'agit de la première société de capital-risque à investir—selon un ensemble de règles et d'objectifs d'investissement—dans un ensemble d'entreprises naissantes. Flanders siège comme administrateur d'AR&D.

## Politique

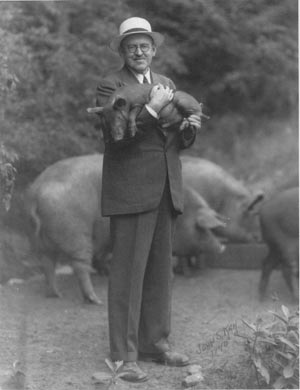
Photographie de campagne de Ralph Flanders en 1940.
Crédit : Archives de l'État du Vermont, Bureau du Secrétaire d'État

En 1940, Ralph Flanders mène une campagne infructueuse pour le Sénat des États-Unis. Son adversaire lors de la primaire républicaine est George Aiken, le populaire gouverneur du Vermont élu pour deux mandats. Bien que Flanders admire et apprécie Aiken, il estime que les idées « libérales » d'Aiken n'aident pas à la reprise économique nationale. En 1990, l'un des principaux journaux du Vermont, le Rutland Herald, décrit la campagne primaire républicaine de 1940 comme étant sale et méchante. La faction d'Aiken accuse Flanders de vendre des armes aux Nazis et celle de Flanders suggère qu'« Aiken est indûment influencé par son assistant administratif, une jolie femme de 24 ans ayant une passion pour le pouvoir ». Rétrospectivement, Flanders estime qu'il a laissé ses conseillers de campagne prendre trop de décisions. Par exemple, une brochure de campagne montre le candidat vêtu d'un costume trois pièces et tenant un porcelet dans ses bras. Bien qu'il ait grandi dans une ferme de subsistance et qu'il s'intéresse activement à l'agriculture du Vermont — en particulier au type de porc illustré sur la photo — cela le fait paraître comme un faux. Le Rutland Herald observe que « Dans le Vermont en 1940, les porcs sont communs dans de nombreux foyers. Mais le bon sens l'est tout autant. Il y a beaucoup de gens, en fait la majorité, qui ne veulent pas qu'un de leurs représentants soit quelqu'un qui porte ses plus beaux vêtements s'il entend manipuler des porcs. » Aiken l'emporte par 7 000 voix, ayant dépensé 3 219,50 $ contre 18 698,45 $ pour Flanders. Cette campagne enseigne à Flanders qu'« il faut rester soi-même ».
En août 1946, le sénateur en exercice Warren Austin démissionne pour accepter la nomination du Président Truman des États-Unis comme Ambassadeur auprès des Nations unies. La course pour l'investiture républicaine lors de l'élection spéciale qui s'ensuit oppose Flanders à Sterry R. Waterman. Flanders remporte la primaire du 13 août, qui équivaut alors à une élection au Vermont. Le 1ᵉʳ novembre, le gouverneur Mortimer R. Proctor nomme Flanders pour terminer le mandat d'Austin. Comme Flanders est certain de remporter l'élection du 5 novembre pour le mandat commençant en janvier 1947, sa nomination pour compléter les deux mois restants du mandat d'Austin lui confère une ancienneté sur les sénateurs débutants élus le même jour. Le Vermont n'a pas élu de démocrate à une fonction d'État depuis la fondation du Parti républicain en 1854 et, comme prévu, Flanders remporte aisément sa course, obtenant 75 % des voix contre 25 % pour le candidat démocrate Charles P. McDevitt. Flanders est massivement réélu en 1952, obtenant 72 % contre 28 % pour le candidat démocrate Allan R. Johnston. Il décline de se présenter pour un troisième mandat en 1958,.

### Bulletin et attributions en commission au Sénat
Le bilan de vote de Flanders au Sénat est plus conservateur que celui de son collègue senior, George Aiken, et reflète son orientation entrepreneuriale. Lors de son deuxième mandat, une majorité républicaine permet à Flanders d'obtenir des sièges au Joint Economic Committee du Congrès des États-Unis—ce comité agit à la fois en capacité d'enquête et de conseil pour les deux Chambres du Congrès—à la Committee on Finance du Sénat des États-Unis et à la Committee on Armed Services.

### Philosophie politique
Flanders, bien qu'étant lui-même conservateur, prône une concurrence constructive entre conservatisme et libéralisme. Il estime que le libéralisme représente le bien-être des individus, par opposition aux organisations—gouvernements, entreprises, etc.—préservant la liberté de pensée et d'action. Pour lui, le conservatisme concerne la préservation des institutions qui servent les intérêts collectifs des personnes. Les conservateurs, selon Flanders, peuvent se permettre d'offrir des « objections raisonnées à des propositions insensées » de la part de libéraux motivés émotionnellement. Il observe que, « Même dans les démocraties établies, ... les électeurs se laissent facilement séduire pour laisser la politique aux politiciens habiles qui eux-mêmes manquent de sens de la responsabilité sociale générale ».

#### Sur la loi morale dans l'élaboration des politiques
Flanders a des débuts strictement Congrégationaliste sur le plan religieux, qui évoluent avec son expérience en une croyance en la « loi morale ». Il estime que « la reconnaissance de la loi morale est une exigence aussi nécessaire à la réussite sociale que la loi physique l'est à l'avancement matériel ». Selon Flanders, la loi morale exige honnêteté, compassion, responsabilité, coopération, humilité et sagesse—des valeurs communes à toutes les cultures. Pour lui, il s'agit d'une norme absolue. Il parle d'une « Présence » ou d'un « daimon » qui « renouvelle son courage » et « indique la direction » dans tout ce qu'il entreprend.
Flanders se réfère au Plan Marshall comme une application importante de la loi morale à la politique publique. Il affirme que le véritable objectif du plan est d'éviter le communisme par la restauration économique de l'Europe—et non de fournir une aide à l'Europe (ce qui dépasse les pouvoirs des États-Unis) ni d'accroître la gratitude envers les États-Unis, son prestige ou sa puissance.

#### Sur le travail et les affaires
En témoignant sur l'Employment Act de 1946 devant la Commission de la Banque et de la Monnaie du Sénat en 1945, Flanders définit « le droit à l'emploi » comme impliquant une responsabilité partagée entre les individus, le travail organisé, les entreprises et les gouvernements, ainsi :
- Chaque individu doit être « productif, autonome et chercher activement un emploi lorsqu'il est au chômage ».
- Le travail organisé doit éviter des revendications salariales qui perturbent les coûts de production de manière à diminuer le volume total d'emploi.
- Les entreprises doivent fonctionner de manière efficiente pour permettre l'expansion de la production et de l'emploi.
- Les gouvernements d'État et locaux peuvent aider à préserver les droits humains et de propriété qui favorisent l'investissement, tandis que le gouvernement fédéral doit « encourager les entreprises à se développer et les investisseurs à entreprendre de nouvelles initiatives »[71].

Flanders estime que, pour contenir l'inflation, les augmentations de salaire doivent être liées aux gains de productivité plutôt qu'au coût de la vie. Il recommande de répartir les gains de productivité en trois parts : pour le travailleur (pour un salaire plus élevé), pour l'entreprise (pour un profit supérieur) et pour le consommateur (pour des prix plus bas). Il estime qu'avec cette approche, tout le monde bénéficie, tant au niveau de l'entreprise qu'à celui de l'économie nationale. Une telle approche nécessite un respect et une compréhension mutuels entre les travailleurs et la direction.
Les relations de Flanders avec le travail organisé sont amicales. Il accueille favorablement l'Union des travailleurs électriques aux États-Unis au sein de la Jones & Lamson Machine Company. J&L devient la première entreprise de Springfield (Vermont), à être syndiquée.

#### Sur Franklin D. Roosevelt
Flanders rencontre le Président Franklin D. Roosevelt à plusieurs occasions. Il estime que Roosevelt et ses conseillers n'écoutent pas l'avertissement du Secrétaire à la Marine, Frank Knox, selon lequel il est « facilement possible que des hostilités soient déclenchées par une attaque surprise sur la flotte ou la base navale de Pearl Harbor ». Il critique également le président pour ne pas reconnaître la menace croissante du Communisme en Chine. À l'avis de Flanders, Roosevelt cède sur la question de la Mongolie, de la Chine nationaliste et de l'Europe centrale aux puissances communistes lors de la Conférence de Téhéran en 1943. Flanders reconnaît le génie politique et les compétences de leadership du président, mais déplore sa promotion d'une augmentation des impôts. Il caractérise la philosophie de Roosevelt comme celle où le réemploi « doit venir du Gouvernement — et non de l'action privée ». Flanders estime que les grands programmes sociaux sont une approche inefficace pour résoudre les problèmes nationaux.

#### Sur la politique sociale
Dans son autobiographie, Flanders rapporte qu'il explore les possibilités de financement gouvernemental pour le logement public et l'enseignement supérieur. Il vote en faveur de la Civil Rights Act of 1957.

### Politiques de la Guerre froide
La politique nationale relative à la Guerre froide intéresse fortement Flanders. Il se préoccupe de l'expansion mondiale du communisme, même sans usage de la force armée. Il estime que le Président Harry S. Truman est généralement un bon président, mais qu'il est entravé par l'héritage de Roosevelt en matière d'apaisement des Soviétiques. Il considère également que l'engagement de Truman à réunir les factions chinoises nationalistes et communistes dans une alliance est erroné. Il soutient le Plan Marshall comme moyen d'éviter l'influence communiste en Europe de l'Ouest. Toutefois, il critique John Foster Dulles, Secrétaire d'État, pour avoir mal géré les opportunités de créer une alliance amicale avec Égypte et Inde, pays qui se sont alignés avec l'Union Soviétique.
Flanders estime qu'allouer 62 % du revenu fédéral à la défense est irrationnel, alors que le gouvernement soviétique affirme vouloir éviter un conflit nucléaire. Il préconise que le développement des bombes A[tomique] et H[yDrogène] soit parallèlement accompagné de négociations tout aussi intenses en vue du désarmement. Pour lui, « obtenir la coopération du gouvernement soviétique sur un contrôle effectif de l'armement » est primordial.

### La censure de Joseph McCarthy
Flanders est l'un des premiers et des plus virulents critiques de la « mauvaise orientation de nos efforts de lutte contre le communisme » par son collègue républicain le sénateur Joseph McCarthy et de son rôle dans « la perte de respect que nous subissons dans le monde entier ». Il estime que, plutôt que de chercher des communistes au sein des frontières des États-Unis, la nation doit regarder vers l'extérieur, face à « l'avancée alarmante de la puissance communiste dans le monde », qui laisserait les États-Unis et le Canada comme « les derniers vestiges du monde libre ». Le 9 mars 1954, il s'adresse au sénateur McCarthy sur le parquet du Sénat pour exprimer ces préoccupations (McCarthy ayant été informé du discours, mais étant absent à ce moment-là). Mis à part une brève note d'encouragement après ce discours, Flanders se montre reconnaissant que le Président Dwight Eisenhower reste en dehors de la controverse McCarthy. Des membres du cabinet du Président Eisenhower transmettent le message à Flanders de « laisser tomber ».
Le Barre Montpelier Times Argus rapporte : "Le discours fait sensation et le lendemain, Vonda Bergman rapporte au Herald que Flanders ne peut apparaître sur le parquet du Sénat à cause de l'afflux d'appels téléphoniques et de télégrammes, censés se chiffrer en faveur de 6 contre 1. Un message qualifie son discours de « bel exemple de courage, d'humour et de décence du Vermont », tandis qu'un autre lui indique : « Vos remarques apportent une bouffée d'air frais et pur des Montagnes Vertes."
Deux collègues sénateurs, John Sherman Cooper, républicain du Kentucky, et Herbert Lehman, démocrate de New York, font partie de ceux qui font l'éloge du sénateur du Vermont. L'éditeur d'une publication nationale déclare : « C'est l'une des rares indications récentes que le Parti républicain au Capitole n'est pas totalement dépourvu de leadership moral courageux. » Et un éditorial du Rutland Herald déclare : « L'effet du discours a été d'encourager la vaste majorité d'Américains qui détestent le communisme mais qui vénèrent aussi la Constitution. »
D'autres réactions ne sont pas aussi favorables. Des personnes qui écrivent au Rutland Herald laissent entendre une rétribution contre les opposants de McCarthy et qualifient McCarthy de « demi-dieu au-dessus de la loi des États-Unis... Si vous n'êtes pas d'accord, vous êtes ROUGE ». William Loeb III—propriétaire du Burlington Daily News—écrit : « Il faut être aussi stupide que le sénateur Flanders pour finalement se laisser avoir par l'appât démocrate sur le sujet du sénateur McCarthy ». Dans un discours que Flanders n'évoque pas dans son autobiographie, l'article du Times Argus rapporte que le 1ᵉʳ juin 1954, Flanders s'adresse au Sénat sur « l'innocence colossale du sénateur junior du Wisconsin ». En comparant McCarthy à « Dennis the Menace » de la célèbre bande dessinée, le Vermontais livre un discours acerbe dans lequel il critique cet homme du Wisconsin pour diviser la nation. « Dans chaque pays où le communisme s'est emparé du pouvoir, ... le début est toujours marqué par une campagne réussie de division et de confusion », rappelle-t-il au Sénat. Il s'émerveille de la manière dont l'Union Soviétique remporte des succès militaires en Asie sans risquer ses propres ressources ou ses hommes, et il affirme que cette nation assiste à « un autre exemple d'économie d'effort... dans la conquête de ce pays pour le communisme ». Il ajoute : « L'un des éléments caractéristiques de la tyrannie communiste et fasciste est présent lorsque les citoyens se retrouvent amenés à s'espionner mutuellement. » « Si le sénateur junior du Wisconsin est aux ordres des communistes, il ne pourrait pas faire mieux pour eux. » « C'est vraiment une innocence colossale. »
Le 11 juin 1954, Flanders introduit une résolution accusant McCarthy d'« inconduite indigne » et appelant à sa destitution de ses fonctions au sein des commissions. Sur les conseils des sénateurs John Sherman Cooper et J. William Fulbright et avec l'assistance juridique du Comité pour un Congrès plus efficace, il modifie sa résolution pour « l'aligner sur les actions de censure précédentes ». Le texte de la résolution de censure condamne le sénateur pour avoir « entravé les processus constitutionnels du Sénat » lorsqu'il « a refusé de coopérer avec la Sous-commission des privilèges et des élections de la Commission des règles et de l'administration du Sénat et a agi « contrairement à l'éthique sénatoriale » en qualifiant de diffamatoire le Comité spécial d'étude des charges de censure et son président. Time rapporte qu'un « groupe de 23 grands hommes d'affaires, dirigeants syndicaux et éducateurs... a envoyé un message à chaque sénateur américain (sauf McCarthy lui-même) exhortant un vote favorable pour « freiner l'abus flagrant de pouvoir par le sénateur McCarthy » ». Le Sénat censure McCarthy le 2 décembre 1954 par un vote de 65 contre 22. Les républicains du Sénat se répartissent 22 à 22.

## Vie personnelle
En 1911, Flanders épouse Helen Edith Hartness, fille de l'inventeur et industriel James Hartness. Ils établissent leur domicile à Springfield (Vermont) lorsque Flanders devient président de Jones & Lamson. Flanders et son épouse ont trois enfants : Elizabeth (née en 1912), Anna (également connue sous le nom de Nancy—née en 1918) et James (né en 1923).

## Héritage

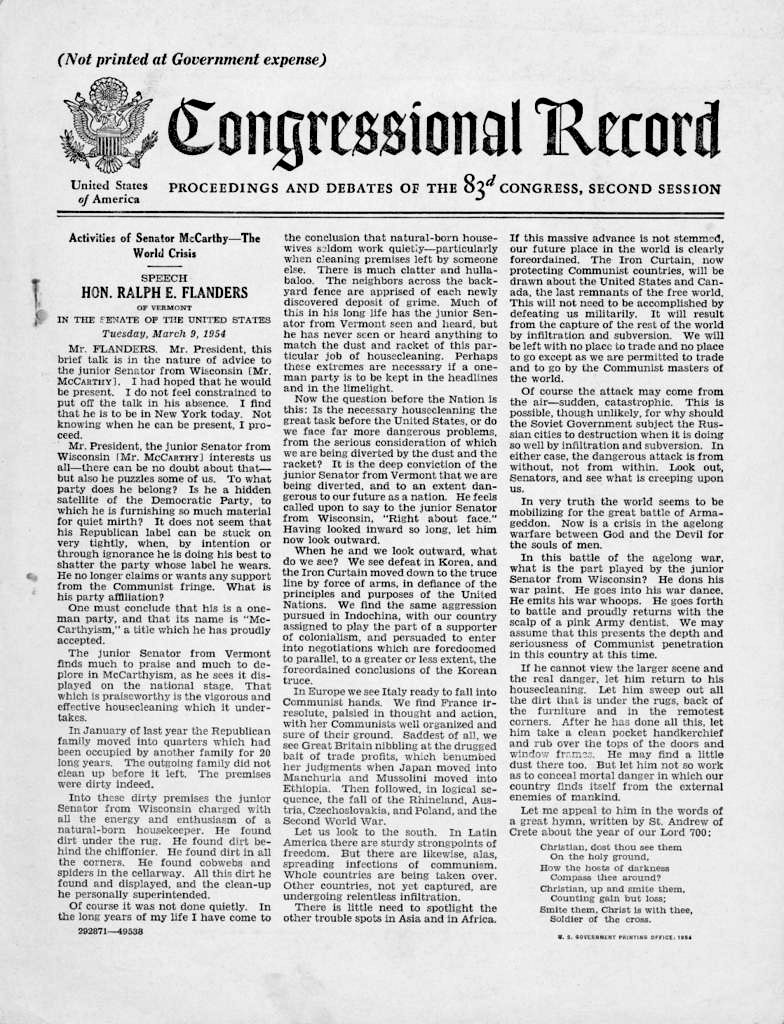
Cliquez ici pour lire le discours de Flanders du 9 mars 1954

Flanders est l'auteur ou le co-auteur de huit livres, y compris son autobiographie, Sénateur du Vermont. Il écrit sur de nombreux sujets : les problèmes du chômage,, l'inflation, les moyens d'atteindre une relation de coopération entre la direction et les travailleurs et sa conviction que « la loi morale est la loi naturelle » et doit faire partie intégrante de l'éducation de chacun. Ses documents se trouvent au Centre de recherche en collections spéciales de la Bibliothèque de l'Université de Syracuse et aux Collections spéciales de la bibliothèque Bailey-Howe de l'Université du Vermont.
De son vivant, Flanders reçoit plus de seize diplômes honorifiques de la part d'institutions telles que le Stevens Institute of Technology (M.E.), le Dartmouth College (M.S., LL.D.), Harvard University (LL.D.), le Middlebury College (D. Sc.) et l'Université du Vermont (D. Eng.),.
Son épouse, Helen Hartness Flanders, est une collectionneuse de chansons folkloriques et l'auteure de plusieurs livres sur les ballades de Nouvelle-Angleterre.
Flanders décède à Springfield le 19 février 1970. Il est inhumé au cimetière Summer Hill à Springfield aux côtés de son épouse et des membres de la famille Hartness,.

### La politique du Vermont
L'héritage sénatorial de Flanders continue d'inspirer les hommes politiques du Vermont. Dans son discours du 24 mai 2001 annonçant son départ du Parti républicain, le sénateur du Vermont Jim Jeffords cite Flanders à trois reprises et le présente comme l'un des cinq hommes politiques du Vermont qui « expriment leur opinion, souvent au grand désarroi de leurs dirigeants de parti, et font de leur mieux pour orienter le parti dans la direction de ces principes fondamentaux auxquels ils croient ». Dans des discours à la Georgetown University Law Center et au Johnson State College, le sénateur Patrick Leahy cite Flanders comme l'un des trois hommes politiques du Vermont qui montrent « l'importance de rester ferme dans ses convictions », « que le conflit n'a pas besoin d'être hostile ou antagoniste » et qui « se lèvent contre les abus, contre les atteintes aux droits des Américains quand cela n'est pas populaire ». En 2016, le député du Vermont Peter Welch cite Flanders comme un exemple à suivre lorsqu'il résiste aux politiques de l'administration de Donald Trump avec lesquelles il est en désaccord, déclarant à propos de Flanders : « Il se lève et dit non, cela doit cesser ».